# Czekmagusz
Czekmagusz (ros. Чекмагу́ш, baszk. Саҡмағош) – wieś (ros. село, trb. sieło) w Rosji, w Baszkortostanie. W 2010 roku liczyła 11 382 mieszkańców.